# Подберёзовик разноцветный
Подберёзовик разноцве́тный (лат. Léccinum variícolor) — гриб рода обабок (Leccinum) из семейства болетовые (Boletaceae). 
Научные синонимы:
- Boletus variicolor (Watling) Hlavácek, 1989 и др.

Русские синонимы:
- Оба́бок разноцветный

## Описание
По признакам плодовых тел очень похож на подберёзовик обыкновенный (Leccinum scabrum).
Шляпка пёстрая, грязно-коричневая.
Мякоть белая, на срезе окрашивается в розовый цвет, в ножке в розовый и бирюзовый.
Трубчатый слой серо-голубой с белыми или кремовыми порами.
Ножка белая, в нижней части обычно со светло-голубым оттенком, покрыта серыми чешуйками.
Споровый порошок охристо-коричневый, споры 14,5×5 мкм, почти веретеновидные.

## Сходные виды
Съедобные:
- Другие подберёзовики

Несъедобные:
- Жёлчный гриб (Tylopilus felleus)

## Употребление
Съедобный гриб, используется так же, как подберёзовик обыкновенный.